# Shermain Jeremy
Shermain Sunja Jeremy (Antigua e Barbuda, 24 giugno 1983) è una modella antiguo-barbudana, incoronata Miss Mondo Antigua e Barbuda 2004.
Ha inoltre rappresentato Antigua e Barbuda nei concorsi di bellezza Miss Mondo 2004 il 6 dicembre 2004 a Sanya in Cina, dove oltre a piazzarsi nella rose delle quindici finaliste, ha ottenuto la fascia di Miss Mondo Talent. Il risultato della Jeremy è stato il miglior piazzamento mai ottenuto da Antigua e Barbuda nella storia di Miss Mondo. Nel 2005, Shermain Jeremy ha partecipato anche a Miss Universo 2005.
Dopo i concorsi, Shermain Jeremy ha intrapreso la carriera di cantante. Nell'estate del 2006 ha pubblicato il singolo I Came to Show You, a cui è seguito l'album My Way, My Style, pubblicato dall'etichetta Tropic Gem, fondata dalla stessa Jeremy insieme alla sorella, Sumita Jeremy. All'album ha collaborato il cantante giamaicano Vybz Kartel.